# Sean May

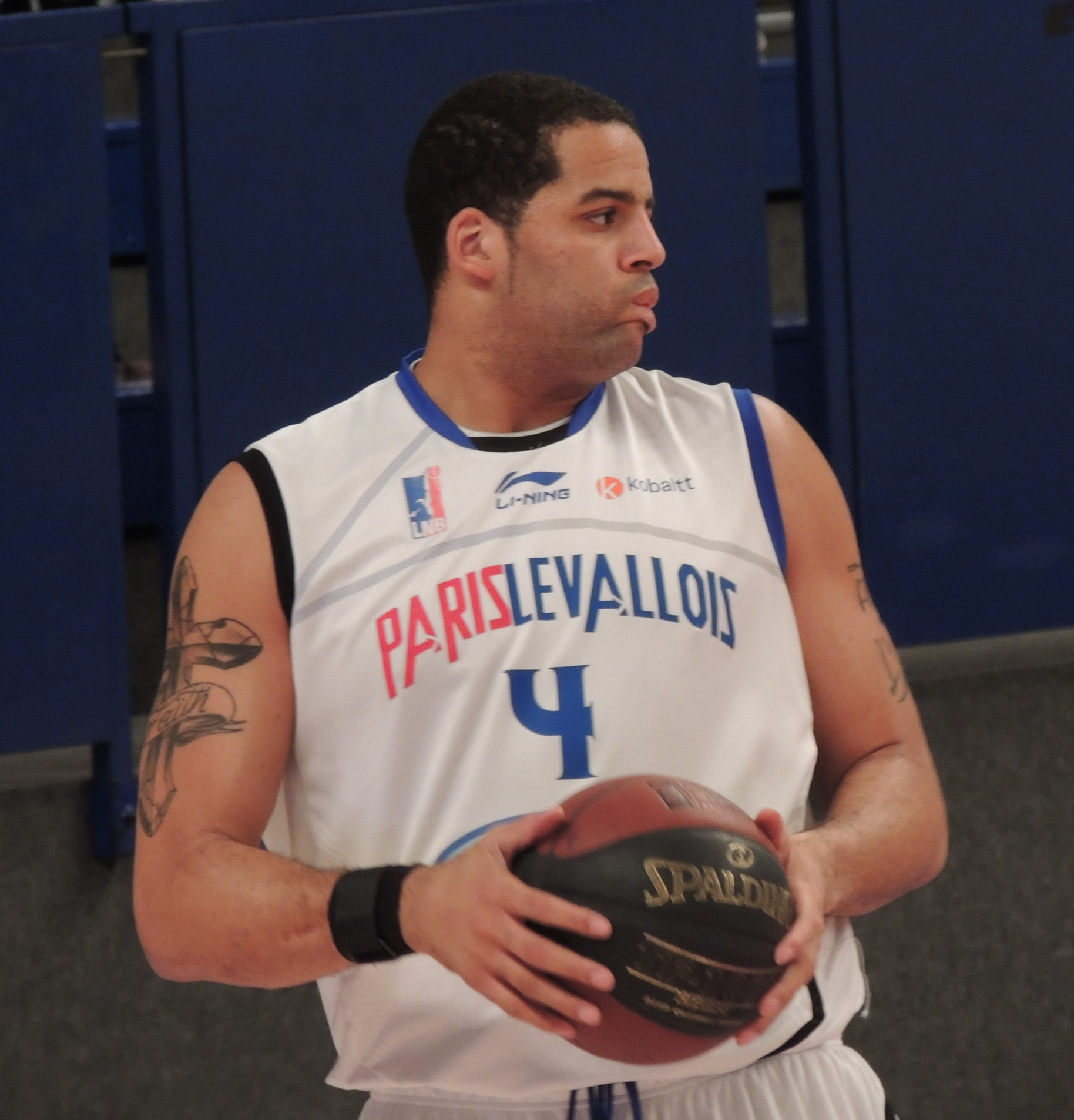
May im Jahr 2012

Sean Gregory May (* 4. April 1984 in Chicago) ist ein ehemaliger US-amerikanischer Basketballspieler.

## Laufbahn
May, dessen Vater Scott May Basketballprofi war, spielte als Schüler an der Bloomington North High School in Bloomington (US-Bundesstaat Indiana). Von 2002 bis 2005 spielte der 2,06 Meter große Innenspieler an der University of North Carolina. In der Saison 2004/05 gewann er mit North Carolina den NCAA-Meistertitel. May war mit 17,5 Punkten und 10,7 Rebounds je Begegnung der überragende Mann des Meisterjahres und wurde von der Zeitschrift Sports Illustrated als Spieler des Jahres der NCAA ausgezeichnet.
Nach diesen starken Leistungen wurde May im 2005er Draftverfahren der NBA an 13. Stelle von den Charlotte Bobcats ausgewählt. Zwischen 2005 und 2009 bestritt er für Charlotte 82 NBA-Spiele, allerdings wurde er immer wieder von Verletzungen zurückgeworfen und verpasste die Saison 2007/08 wegen einer Operation vollständig. 2009/10 spielte er noch bei den Sacramento Kings in der NBA. Insgesamt brachte er es auf 119 NBA-Spiele und 6,9 Punkte je Begegnung.
Im Laufe der Saison 2010/11 schloss er sich Fenerbahçe Istanbul an und gewann mit der Mannschaft den türkischen Meistertitel, überzeugte aber selten. Im Spieljahr 2011/12 stand er zunächst bei KK Zagreb unter Vertrag (9 Spiele in der Euroleague: 11,7 Punkte/Einsatz), im Februar 2012 wechselte er zum italienischen Erstligisten Premiata Montegranaro.
Sein erfolgreichstes Spieljahr in Europa verlebte May 2012/13 beim französischen Erstligisten Paris-Levallois. Mit der Mannschaft gewann er den französischen Pokal, May wurde als bester Spieler des Wettbewerbs ausgezeichnet. In der französischen Liga erzielte er im Schnitt 18,4 Punkte und 7,8 Rebounds je Begegnung, verfehlte aber die Meisterrunde. Im Europapokalwettbewerb EuroChallenge erreichte May mit Paris-Levallois im selben Spieljahr das Viertelfinale und wurde vom Fachportal eurobasket.com als bester Spieler der EuroChallenge in der Saison 2012/13 ausgezeichnet. In der Saison 2013/14 bestritt er nur ein Spiel für Paris-Levallois und fiel dann verletzt aus. Im November 2014 wurde er vom französischen Erstligisten SPO Rouen verpflichtet, er erhielt einen Vertrag über sechs Wochen. Ende Dezember 2014 wechselte er innerhalb der Liga zu Orléans Loiret Basket. Dort spielte er bis zum Ende der Saison 2014/15, im Herbst 2015 gab er seinen Rücktritt als Leistungssportler bekannt.
Ende Oktober 2015 wurde May Mitglied des Stabes der University of North Carolina und kümmerte sich bis 2017 um Spielerbelange, anschließend wurde er für die Abläufe der Hochschulmannschaft tätig. Im April 2021 wurde er bei North Carolina Assistenztrainer von Hubert Davis.